# Zeboudja (distrito)
Zeboudja é um distrito localizado na província de Chlef, Argélia, e cuja capital é a cidade de mesmo nome, Zeboudja.[carece de fontes?]

## Municípios
O distrito está dividido em três comunas:
- Zeboudja
- Benairia
- Bouzghaia